# Grønbjerg (Nørre Omme Sogn)
 For alternative betydninger, se Grønbjerg. (Se også artikler, som begynder med Grønbjerg)
Grønbjerg er en by i Vestjylland med 368 indbyggere  (2024), beliggende 6 km nord for Spjald, 4 km sydvest for Ørnhøj, 24 km syd for Holstebro og 25 km nordøst for Ringkøbing. Byen hører til Ringkøbing-Skjern Kommune og ligger i Region Midtjylland.
Grønbjerg hører til Nørre Omme Sogn, og Nørre Omme Kirke ligger ensomt 1 km vest for byen.
Grønbjerg blev kåret som årets landsby i 1995 i en konkurrence, afholdt af TV/Midt-Vest, og igen i 2008 i en konkurrence, afholdt af Nordea i Ringkøbing-Skjern Kommune.

## Faciliteter
Grønbjerg Friskole blev etableret i 2008 og har 115 elever, fordelt på 0.-9. klasse. Der er 30 ansatte i skolen, SFO'en og "Naturmusen", som er vuggestue og børnehave i tilknytning til skolen. Skolen har til huse i Grønbjerg Skole, som blev indviet i 1970 til afløsning af byens to gamle skoler og gradvis er udvidet med bibliotek og børnehus. Ved kommunesammenlægningen i 2006 blev Grønbjerg Skole nedlagt, og friskolen overtog lokalerne.
I 1999 opførte byens borgere en multisal ved skolen. Grønbjerg har en LokalBrugs, som siden 2012 har været byens eneste dagligvareforretning.

## Historie
Bydannelsen startede så småt i 1897, hvor Bertel Christensen opførte en købmandsgård ved hovedvejen, og Søren M. D. Nielsen byggede en mølle. I 1899 blev Nr. Omme Andelsmejeri opført, hvorefter byen kom til at hedde Nr. Omme Mejeriby. I 1907 blev forsamlingshuset bygget.

### Stationsbyen
Grønbjerg fik station på Ringkøbing-Nørre Omme Jernbane, der blev indviet i 1911. Stationen blev anlagt på åben mark og opkaldt efter Grønbjerg Bakke øst for byen, 76 m o.h. Byen fik nu navn efter Grønbjerg Station. I 1911 kom telefonen til Grønbjerg, og mejeriet skiftede navn til Grønbjerg Andelsmejeri. Målebordsbladet fra 1900-tallet viser foruden mejeriet et vandværk og et teglværk og kun få huse ved stationen. Byudviklingen tog først fart i anden halvdel af 1900-tallet.
Grønbjerg stationsby havde 288 indbyggere i 1940, 257 i 1945, 286 i 1950, 289 i 1955, 339 i 1960 og 361 indbyggere i 1965
Der har i Grønbjerg været slagter, 2 købmænd, hotel, smede, vognmænd, mekanikere, tømrer, murer, malere, elektrikere, cykelhandlere, træskohandel, trikotage- og manufakturforretninger, skomagere, barber og frisør, bladudsalg, øldepot, tømmerhandel, foderstofforretning, bager, sadelmager, blikkenslager og flere andre. Der har været læge 1923-2011, tandlæge 1966-71, landbetjent 1950-60 og filial af Ringkjøbing Landbobank 1918-2010.
Jernbanen blev forlænget fra Ørnhøj til Holstebro i 1925 og skiftede navn til Ringkøbing-Ørnhøj-Holstebro Jernbane. Den blev nedlagt i 1961, men banetracéet er bevaret som kirkesti fra Algade til Nørre Omme Kirke og videre til Sønderkær. Også mod nord er der fra Nylandsvej en sti, der følger banetracéet på det første stykke. Stationsbygningen, der blev tegnet af arkitekt Ulrik Plesner, er bevaret på Skolevænget 6.

### Grønbjerg Skole
Nørre Omme Skole blev indviet i 1832 ved krydset mellem den gamle hovedvej og vejen til Abildå. Den blev i 1897 afløst af Nørre Omme Hovedskole længere mod vest. I 1908 blev den suppleret med Lilleskolen, som blev revet ned i 1981. I 1912 blev den første Nørre Omme Skole revet ned, men i 1921 opførte man en ny Grønbjerg Skole næsten samme sted. Den blev i 1964 slået sammen med den anden Nørre Omme Skole, som stadig eksisterede. I 1970 blev de erstattet af en ny Grønbjerg Skole, som er udvidet med gymnastiksal i 1972 og bibliotek i 1979. I 1989 blev der i den oprindelige førstelærerbolig etableret SFO, som i 1992 blev omdannet til børnehus, der også rummede børnehave.

### Kommunalreformer
Ved kommunalreformen i 1970 blev Nørre Omme Sogn delt, så den nordlige del kom med i Trehøje Kommune, mens Grønbjerg kom med i Videbæk Kommune, som ved kommunalreformen i 2007
indgik i Ringkøbing-Skjern Kommune.